# Cedar Point (Carolina del Nord)
Cedar Point és una població dels Estats Units a l'estat de Carolina del Nord. Segons el cens del 2007 tenia 988 habitants.

## Demografia
Segons el cens del 2000, Cedar Point tenia 929 habitants, 438 habitatges i 278 famílies. La densitat de població era de 147,6 habitants per km².
Dels 438 habitatges en un 21% hi vivien nens de menys de 18 anys, en un 52,3% hi vivien parelles casades, en un 5,9% dones solteres, i en un 36,5% no eren unitats familiars. En el 30,6% dels habitatges hi vivien persones soles el 15,8% de les quals corresponia a persones de 65 anys o més que vivien soles. El nombre mitjà de persones vivint en cada habitatge era de 2,12 i el nombre mitjà de persones que vivien en cada família era de 2,61.
Per edats la població es repartia de la següent manera: un 17,7% tenia menys de 18 anys, un 5,8% entre 18 i 24, un 23,5% entre 25 i 44, un 30,8% de 45 a 60 i un 22,3% 65 anys o més.
L'edat mediana era de 47 anys. Per cada 100 dones de 18 o més anys hi havia 95,2 homes.
La renda mediana per habitatge era de 40.655 $ i la renda mediana per família de 46.818 $. Els homes tenien una renda mediana de 30.000 $ mentre que les dones 30.104 $. La renda per capita de la població era de 25.457 $. Entorn de l'11,1% de les famílies i el 10,9% de la població estaven per davall del llindar de pobresa.

## Poblacions més properes
El següent diagrama mostra les poblacions més properes.